# Лебанон (переписна місцевість, Вісконсин)
Лебанон (англ. Lebanon) — переписна місцевість (CDP) в США, в окрузі Додж штату Вісконсин. Населення — 187 осіб (2020).

## Географія
Лебанон розташований за координатами 43°15′27″ пн. ш. 88°37′57″ зх. д. / 43.25750° пн. ш. 88.63250° зх. д. (43.257461, -88.632454).  За даними Бюро перепису населення США в 2010 році переписна місцевість мала площу 1,14 км², з яких 1,14 км² — суходіл та 0,00 км² — водойми.

## Демографія
Згідно з переписом 2010 року, у переписній місцевості мешкали 204 особи в 78 домогосподарствах у складі 58 родин. Густота населення становила 179 осіб/км².  Було 80 помешкань (70/км²).
Расовий склад населення:
| - 96,6 % — білих - 0,5 % — чорних або афроамериканців - 0,5 % — азіатів |

До двох чи більше рас належало 2,5 %. Частка іспаномовних становила 1,0 % від усіх жителів.
За віковим діапазоном населення розподілялося таким чином: 24,0 % — особи молодші 18 років, 62,3 % — особи у віці 18—64 років, 13,7 % — особи у віці 65 років та старші. Медіана віку мешканця становила 39,2 року. На 100 осіб жіночої статі у переписній місцевості припадало 106,1 чоловіків;  на 100 жінок у віці від 18 років та старших — 109,5 чоловіків також старших 18 років.
Середній дохід на одне домашнє господарство  становив 84 288 доларів США (медіана — 73 750), а середній дохід на одну сім'ю — 95 428 доларів (медіана — 105 694). За межею бідності перебувало 4,6 % осіб, у тому числі 6,3 % дітей у віці до 18 років та 0,0 % осіб у віці 65 років та старших.
Цивільне працевлаштоване населення становило 246 осіб. Основні галузі зайнятості: освіта, охорона здоров'я та соціальна допомога — 33,3 %, будівництво — 16,3 %, виробництво — 13,0 %, сільське господарство, лісництво, риболовля — 11,4 %.